# Jack Linders
Jack Linders (Urmond, 7 september 1956) is een voormalig profvoetballer die doorgaan speelde als rechtsbuiten.

## Voetbalcarrière
Linders speelde bij Urmondia toen hij op jonge leeftijd in de belangstelling kwam te staan van de drie Zuid-Limburgse profclubs. Op 18-jarige leeftijd speelde hij een testwedstrijd bij Fortuna Sittard, maar werd te licht bevonden door trainer Cor van der Hart. Na een jaar bij Lindenheuvel vertrok hij in 1978 naar Caesar. Bij de Beekse amateurclub beleefde de snelle rechtsbuiten een succesvolle periode: in 1979 werd hij met Caesar kampioen van de Eerste klasse, een jaar later gevolgd door het kampioenschap van de Hoofdklasse C en 1981 werd de KNVB Beker voor amateurs veroverd. In vier seizoenen bij Caesar scoorde Linders in totaal 55 competitiedoelpunten en zo kreeg hij in 1982 op 25-jarige leeftijd alsnog een kans in het profvoetbal bij MVV, waar zijn jongere broer Hans al in de hoofdmacht speelde als rechtsback. Namens de Maastrichtse eerste divisionist debuteerde hij direct ook in de basiself op de eerste speeldag van het seizoen 1982/83, tijdens een met 0-1 verloren thuiswedstrijd tegen SVV op 21 augustus 1982. Daarna belandde Linders op de bank en moest hij genoegen nemen met invalbeurten. Zijn enige profdoelpunt scoorde hij dan ook als invaller voor Willy van Bommel tijdens een uitwedstrijd bij FC VVV op 23 oktober 1982, toen hij de winnende 1-2 op het scorebord bracht. Na afloop van het seizoen keerde hij terug naar de amateurs van Caesar. Na de degradatie uit de Hoofdklasse verkaste hij in 1987 naar De Ster, de kersverse kampioen van de Derde klasse. Bij de tweedeklasser uit Stein zette hij in 1989 een punt achter zijn spelersloopbaan. Anderhalf jaar later liet hij zich door Caesar na de winterstop verleiden tot een rentree op de amateurvelden, in een poging om zijn oude liefde te behoeden voor degradatie uit de Eerste klasse. Die opzet mislukte. Caesar degradeerde naar de Tweede klasse en zou in de daaropvolgende seizoenen in een vrije val zelfs naar de Vierde klasse duikelen.

## Profstatistieken
| Seizoen         | Club            | Competitie      | Competitie | Competitie | Beker | Beker | Nacompetitie | Nacompetitie | Totaal | Totaal |
| Seizoen         | Club            | Competitie      | Wed.       | Dlp.       | Wed.  | Dlp.  | Wed.         | Dlp.         | Wed.   | Dlp.   |
| --------------- | --------------- | --------------- | ---------- | ---------- | ----- | ----- | ------------ | ------------ | ------ | ------ |
| 1982/83         | MVV             | Eerste divisie  | 9          | 1          | 1     | 0     | —            | —            | 10     | 1      |
| Carrière totaal | Carrière totaal | Carrière totaal | 9          | 1          | 1     | 0     | 0            | 0            | 10     | 1      |